# Super Bowl XVIII
Der Super Bowl XVIII war der 18. Super Bowl, das Endspiel der Saison 1983 der National Football League (NFL). Am 22. Januar 1984 standen sich die Washington Redskins und die Los Angeles Raiders im Tampa Stadium in Tampa, Florida, gegenüber. Sieger waren die Los Angeles Raiders bei einem Endstand von 38:9, was den bis dahin größten Punkteunterschied in einem Super Bowl darstellte. Los Angeles’ Runningback Marcus Allen, der den Ball 20 Mal bei einem Raumgewinn von 191 Yards und zwei Touchdowns trug, wurde zum Super Bowl MVP gewählt. Die Redskins wurden vorher stark favorisiert, da sie sowohl mit einer Bilanz von 14:2, der besten Laufdefense als auch der Offense den ersten Platz innerhalb der Liga belegten.

## Spielverlauf
Direkt im ersten Spielviertel gingen die Raiders mit einem Touchdown bei einem Punt-Block in Führung, im zweiten folgte dann direkt ein zwölf Yards langer Touchdownpass Jim Plunketts an Cliff Branch, gefolgt von einem Field Goal für die Redskins. Eine zum Touchdown umgewandelte Interception brachte den Raiders dann den Zwischenstand von 21:3 in der Halbzeit. Die zweite Spielhälfte begann mit einem Touchdown der Redskins, gefolgt von zwei weiteren Touchdowns und einem Field Goal der Raiders was den Endstand von 38:9 hervorrief.

## Schiedsrichter
Hauptschiedsrichter des Spiels war Gene Barth. Er wurde unterstützt vom Umpire Gordon Wells, Head Linesman Jerry Bergman, Line Judge Bob Beeks, Field Judge Fritz Graf, Back Judge Gil Mace und Side Judge Ben Tompkins.

## Sonstiges
In der Werbepause wurde erstmals der bekannte Spot „1984“ von Apple aufgeführt.